# سيمو كوزمانوفيتش
سيمو كوزمانوفيتش هو لاعب كرة قدم بوسني في مركز الهجوم، ولد في 1 يونيو 1986 في درفنتا في البوسنة والهرسك. لعب مع FK Sloga Meridian ‏.

## وصلات خارجية
- سيمو كوزمانوفيتش على موقع عالم كرة القدم.نت (الإنجليزية)